# Robert Young (bijbelwetenschapper)

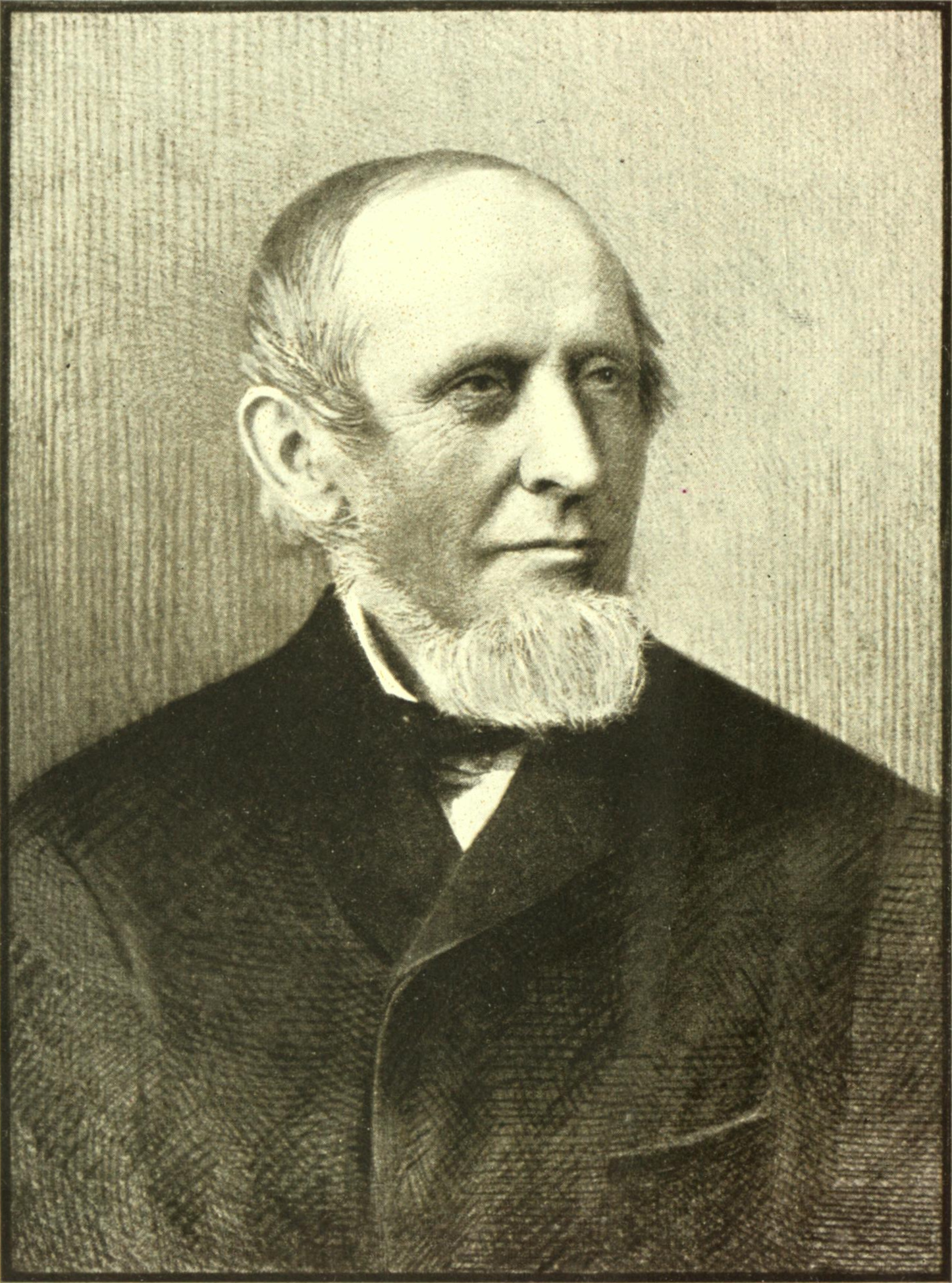
Robert Young

Robert Young, LL.D., (Edinburgh, 10 september 1822 - aldaar, 14 oktober 1888) was een Schots Bijbelvertaler, polyglot, missionaris en oriëntalist.

## Biografie
Hij was aanvankelijk werkzaam in een drukkerij (1838) en leerde in zijn vrije tijd verschillende oosterse en klassieke talen. Later verwierf hij een eigen drukkerij en gaf verschillende boeken met betrekking tot het Hebreeuws en de studie van het Oude Testament uit in eigen beheer (1847). Hij sloot zich aan bij de Free Church of Scotland en gaf les aan een zondagsschool.
Van 1856 tot 1861 was hij hoofd van de literaire afdeling en superintendent van de presbyteriaanse zendingsuitgeverij in Surat, India. Van 1864 tot 1874 stond hij aan het hoofd van het zendingsinstituut van de Free Church. In 1867 bezocht hij in die capaciteit enkele voorname steden in de Verenigde Staten. In 1871 was hij kandidaat voor het hoogleraarschap in het klassieke Hebreeuws aan de Universiteit van St Andrews, maar hij werd niet gekozen.
Young overleed in 1888.

### Young's Literal Translation
Young verwierf vooral faam als samensteller van Young's Analytical Concordance to the Bible (1879) waarin hij alle mogelijke betekenissen gaf van de Hebreeuwse en Griekse woorden in de grondtekst van het Oude en Nieuwe Testament (volgens de Authorised Version). Eerder vertaalde hij de Bijbel opnieuw uit de grondtekst onder de naam A Literal Translation of the Bible, beter bekend onder de naam Young's Literal Translation. Deze versie is gebaseerd op de Masoretische Tekst en Textus Receptus, die toen nog golden als de "officiële" grondteksten van de Bijbel. Latere versies, uitgegeven onder de naam New Young's Literal Translation, zijn gebaseerd op de moderne grondtekst. De Bijbelvertaling van Young is een zogenaamde concordante vertaling waarbij men probeert steeds aan ieder Grieks of Hebreeuws woord één betekenis toe te kennen. Dit stelt mensen die de Bijbelse grondtalen onmachtig zijn in staat de Bijbel toch zo letterlijk mogelijk te lezen. Het pakt natuurlijk nadelig uit om een woord zo consequent mogelijk met één betekenis te vertalen wanneer een woord in de oorspronkelijke taal verschillende betekenissen heeft (en die kans is bij een taal met een beperkte woordenschat zoals het Hebreeuws natuurlijk groot).

## Werken (selectie)
- A Literal Translation of the Bible (1864)
- The Analytical Concordance to the Bible (1879)
- Concise Critical Comments on the Holy Bible, a companion to "A Literal Translation of the Bible"
- Dictionary of Bible Words & Synonyms, or a Key to the Hidden Meanings of the Sacred Scripture, Pickering & Inglis (1883)
- Grammatical analysis of the Hebrew, Chaldee, and Greek Scriptures. The Book of Psalms in Hebrew (1885)